# Vila Nova de Paiva
Vila Nova de Paiva is een gemeente in het Portugese district Viseu.
De gemeente heeft een totale oppervlakte van 175 km² en telde 6141 inwoners in 2001.

## Plaatsen in de gemeente
- Alhais
- Fráguas
- Pendilhe
- Queiriga
- Touro
- Vila Cova à Coelheira
- Vila Nova de Paiva